# Festival panafricain du cinéma et de la télévision de Ouagadougou 2009
Le FESPACO 2009 est la 21e édition du Festival panafricain du cinéma et de la télévision de Ouagadougou. Il se déroule du 28 février au 7 mars 2009 à Ouagadougou. Le thème de cette édition est « Tourisme et patrimoines  culturels ». Le film Teza de Hailé Gerima décroche l'Étalon de Yennenga,.

## Contexte
Michel Ouedraogo a remplacé Baba Hama en 2008 comme Délégué général du Fespaco. Ce  directeur général des éditions Sidwaya jusqu'en mars 2007, qui produisent le journal gouvernemental, manque d'expérience pour diriger ce gros festival. L'édition 2009 restera dès lors « dans les annales pour son organisation catastrophique ».

## Faits marquants
Cheick Modibo Diarra est le parrain officiel de la vingt-et-unième édition. C'est cependant des hommages à Ousmane Sembène, mort en 2017, que parle surtout la presse. Une avenue longue de 2 300 mètres et située au nouveau quartier Ouaga 2000 est inaugurée en présence de son fils aîné Alain Sembène, du ministre de la Culture sénégalais Mame Biram Diouf et de son homologue burkinabè Filippe Savadogo. Une statue grandeur nature du réalisateur est érigée à la place des Cinéastes, financée par la Fondation Ecobank qui crée également le prix spécial Ecobank/Sembène Ousmane. La chambre qu'il occupait à l'hôtel Azalaï (anciennement Hôtel Indépendance) est transformée en musée avec des effets personnels, diplômes et récompenses. Une exposition d'hommage est organisée dans le même hôtel, centre vivant du festival, en partenariat avec l'Association des cinéastes sénégalais associés (CINESEAS). Elle est prise en charge par le ministère sénégalais de la Culture.
Le gros oeuvre du nouveau bâtiment situé à côté du siège et devant accueillir un amphithéâtre de projection principale, des salles d'atelier et de réunion ainsi que des galeries en escargot pour des expositions est terminé en 2007, mais le chantier est encore en cours.

## Palmarès

### Longs Métrages
- Étalon d'or de Yennenga : Teza de Hailé Gerima (Éthiopie)[8]
- Étalon d'argent de Yennenga : Nothing But the Truth de John Kani (Afrique du Sud)
- Étalon de bronze de Yennenga : Mascarades de Lyes Salem (Algérie)
- Prix Oumarou Ganda (Meilleur Premier Long Métrage) : Le Fauteuil de Missa Hébié (Burkina Faso)
- Prix de la meilleure interprétation féminine : Sana Mouziane actrice du film Les Jardins de Samira de Latif Lahlou (Maroc)
- Prix de la meilleure interprétation masculine : Rapulana Seiphemo acteur du film Jerusalema de Ralph Ziman (Afrique du Sud)
- Prix du meilleur scénario : Mama Keïta, pour le film L'Absence de Mama Keïta (Guinée)
- Prix de la meilleure image : Nic Hofmeyr pour le film Jerusalema de Ralph Ziman (Afrique du Sud)
- Prix du meilleur son : Mohamed Hassib pour le film Al Ghaba (Les Démons du Caire) d'Ahmed Atef (Égypte)
- Prix de la meilleure musique : Kamal Kamal pour le film Wadaan Oummahat (Adieu mères) de Mohamed Ismaïl (Maroc)
- Prix du décor : Abdelkrim Akallach pour le film Wadaan Oummahat (Adieu mères) de Mohamed Ismaïl (Maroc)
- Prix du montage : David Helfand pour le film Jerusalema de Ralph Ziman (Afrique du Sud)
- Prix de la meilleure affiche : Les Feux de Mansaré de Mansour Sora Wade du Sénégal (affiche de Ibrahima Soumaré)
- Prix Union Européenne : Cœur de lion de Boubakar Diallo (Burkina Faso)
- Prix RFI du Public : Le Fauteuil de Missa Hébié du (Burkina Faso)

### Courts métrages
- Poulain d'or : Sektou (Ils se sont tus...) de Khaled Benaissa (Algérie)
- Poulain d'argent : C'est dimanche de Samir Guesmi (France/Algérie)
- Poulain de bronze : Waramutsého! (Bonjour !) de Bernard Auguste Kouemo Yanghu (Cameroun)
- Première Mention spéciale : Le poisson noyé (Imout el hout) de Malick Amara (Tunisie)
- Deuxième mention spéciale : La jeune femme et l'instit de Mohamed Nadif (Maroc)

### Documentaires
- 1er prix documentaire : Nos lieux interdits de Leila Kilani (Maroc)
- 2e prix documentaire : Behind the Rainbow (Le pouvoir détruit-il le rêve ?) de Jihan El-Tahri (Égypte)
- 3e prix documentaire : Une affaire de nègres (Black business) de Osvalde Lewat (Cameroun)
- Diaspora : Prix Paul Robeson Jacques Roumain, la passion d'un pays de Arnold Antonin (Haïti).
- Mention spéciale : A winter's tale de Frances Anne Solomon (Trinité-et-Tobago).

### Télévision et vidéo
- Prix spécial du jury TV Vidéo : When we were Black de Khalo Matabane (Afrique du Sud)
- Prix spécial du jury série télévisée Vidéo : Paris à tout prix de Joséphine Ndagnou (Cameroun)
- Prix de la meilleure œuvre de fiction TV Vidéo : Une femme pas comme les autres d'Abdoulaye Dao (Burkina Faso)
- Prix de la meilleure œuvre de série télévisée Vidéo L'as du lycée de Missa Hébié (Burkina Faso).
- Prix INALCO : La Maison Jaune, de Amor Hakkar (Algérie)

### Prix spéciaux
- Prix Paulin Soumanou Vieyra de la Critique : Teza (La Rosée), de Hailé Gerima (Éthiopie)
- Mention spéciale au film L'Absence, de Mama Keïta (Guinée)
- Prix IPPF/Région Afrique : Confession Finale, de Come André Ottong (Gabon)
- Prix des Nations unies pour la lutte contre la pauvreté : Teza, de Hailé Gerima (Éthiopie)
- Prix santé et sécurité au travail : Fanta fanga, de Adama Drabo et Ladji Diakité (Mali)
- Prix Cinétoiles : Mâh Saah-Sah, de Daniel Kamwa (Cameroun)
- Prix SIGNIS : La Maison Jaune, de Amor Hakkar (Algérie)
- Prix Sembène Ousmane pour la paix : Nothing but the Truth, de John Kani (Afrique du Sud)
- Prix de l'Espoir : L'impasse, de Issa Saga (Burkina Faso)
- Prix Turin ville du cinéma : Timpoko, de Serge Armel Sawadogo (Burkina Faso)
- Prix Droits Humains : Les inséparables, de Christiane Chabi-Kao (Bénin)
- Prix des Nations unies pour la promotion des droits de l'enfant: L'as du lycée, de Missa Hébié (Burkina Faso)
- Prix de l'intégration (long métrage): Une femme pas comme les autres, de Abdoulaye Dao (Burkina Faso)
- Prix de l'intégration (court métrage): La femme porte l'Afrique, de Idrissa Diakité (Côte d'Ivoire)
- Prix de l'intégration (TV- vidéo) : Tonton Ali, de Whanonon Noukpo (Bénin)
- Prix spécial CNLS/IST (Conseil National de Lutte contre le SIDA et les Infections Sexuellement Transmissibles) : Merci les ARV, de Fanta Régina Nacro (Burkina Faso)
- Prix de la ville de Ouagadougou : Al ghaba ou les démons du Caire, de Ahmed Atef (Egypte)
- Prix Zaïn : Teza, de Hailé Gerima (Éthiopie)
- Prix du jeune talent : Dieu a-t-il quitté l'Afrique ?, de Musa Dieng Kala (Sénégal)
- Prix Plan pour les droits de l'enfant : Elfu Huanza Moja, de Maria Sarungi Tschai (Tanzanie)
- Prix CEDEAO : Le Fauteuil, de Missa Hébié  (Burkina Faso)
- Prix RURART Poitou Charentes : Teza, de Hailé Gerima (Éthiopie)
- Prix de la Bourse de Développement des scénarios africains : Sokho, de Marie Kâ (Sénégal); Morbayassa, de Cheick Fantamady Camara (Guinée), Sarata, de Guy Désiré Yaméogo (Burkina Faso) ; Amour à Libreville, de Dawn Winkler (États-Unis) et Imunga Ivanga (Gabon).